# Jamaicana flava
Jamaicana flava är en insektsart som beskrevs av Andrew Nelson Caudell 1913. Jamaicana flava ingår i släktet Jamaicana och familjen vårtbitare. Inga underarter finns listade i Catalogue of Life.